# Liste des épisodes de V (2009)
Pour les articles homonymes, voir Liste des épisodes de V.
Cet article présente le guide des épisodes de la série télévisée V (2009).

## Épisodes

### Première saison (2009-2010)
Cette saison a été diffusée du 3 novembre 2009 au 18 mai 2010 sur ABC aux États-Unis.
Attention, les titres francophones n'ont pas toujours été les mêmes et sont donc présentés en second le cas échéant.
Épisodes
1. Premier contact / Le commencement (Pilot)
2. Résistance / Ne faites confiance à personne (There Is No Normal Anymore)
3. Une ère nouvelle (A Bright New Day)
4. La 5e Colonne / La résurrection de la 5e Colonne (It's Only The Beginning)
5. Bienvenue au front / Une nouvelle armée (Welcome To The War)
6. Message d'espoir / L'heure des sacrifices (Pound of Flesh)
7. L'histoire de John May / John May (John May..)
8. On ne gagnera jamais (We Can't Win)
9. Traqués / Un nouveau départ (Heretic's Fork)
10. Du sang sur les mains / Dérapage incontrôlé (Hearts and Minds)
11. Mise en scène / Le temps des doutes (Fruition)
12. Ciel rouge / Choisir son camp (Red Sky)

### Seconde saison (2011)
Cette saison a été diffusée du 4 janvier 2011 au 15 mars 2011 sur ABC aux États-Unis.
Épisodes
1. Après la pluie / Pluie rouge (Red Rain)
2. La reine emprisonnée / Une dent contre eux (Serpent's Tooth)
3. Rendre l'âme / Progénitures (Laid Bare)
4. Alliances contre nature / Entre âme et conscience (Unholy Alliance)
5. Concordia (Concordia)
6. Bouclier humain / Siège (Siege)
7. Sélection artificielle / Les mystères de la création (Birth Pangs)
8. La fin justifie les moyens / Pas de repos pour les guerriers (Uneasy Lies The Head)
9. L'invasion est en marche / Le diable porte une robe (Devil in a Blue Dress)
10. La fin du monde / Crépuscule (Mother's Day)